# Pseudoxyrhopus kely
Espèce
Statut de conservation UICN

 EN B1ab(ii,iii)+2ab(ii,iii) : En danger
Pseudoxyrhopus kely est une espèce de serpents de la famille des Lamprophiidae. 

## Répartition
Cette espèce est endémique de Madagascar.

## Description
L'holotype de Pseudoxyrhopus kely, un mâle adulte, mesure 353 mm dont 68 mm pour la queue. Cette espèce a le dos brun et présente un collier jaune pâle. Sa face ventrale est rose brillant s'éclaircissant en blanc au niveau de la gorge. Son ventre est immaculé à l'exception de rares petites taches brun foncé dans la partie postérieure. C'est un serpent diurne fouisseur qui se rencontre fréquemment dans la litière forestière.

## Étymologie
Son nom d'espèce, du malgache kely, « petit », fait référence à sa taille.

## Publication originale
- Raxworthy & Nussbaum, 1994 : A review of the madagascan snake genera Pseudoxyrhopus, Pararhadinaea and Heteroliodon (Squamata: Colubridae). Miscellaneous Publications, Museum of Zoology University of Michigan, n. 182, p. 1-37 (texte intégral).